# ایستگاه شپرد–یانگ
ایستگاه شپرد—یانگ (به انگلیسی: Sheppard–Yonge station) یکی از ایستگاه‌های متروی تورنتو است.